# Åsen (Svezia)
Åsen è un'area urbana della Svezia situata nel comune di Älvdalen, contea di Dalarna.
La popolazione rilevata nel censimento 2010 era di 246 abitanti .